# Rímus
Rímus az Akkád Birodalom második királya volt, a birodalomalapító, a sumer királylista szerint Sarrukín fia. A középső kronológia szerint körülbelül i. e. 2278–i. e. 2270-ig uralkodott. Folytatta apja katonai vállalkozásait, először leverte a Sumer és Akkád területén kitört lázadásokat, majd meghódította Elámot és Marhasit (Elámtól keletre) vagy másképpen Barahsitt. Feliratai – amelyek óbabiloni másolatban maradtak fenn – szerint uralma alá tartozott a Felső-tenger (Földközi-tenger), az Alsó-tenger (Perzsa-öböl) és az összes hegy. Ezek a szövegek nagyon hasonlítanak Sarrukín szövegeire. Egy későbbi szöveg leírja, hogy szolgái ölték meg, így fivérét, Manistusut juttatva hatalomra. Egykorú felirataiból csak néhány szavas töredékek maradtak meg, amelyek általában csak a titulusait tartalmazzák.
Neve az irodalomban sokszor Rimus, mivel az idegen nyelvűek általában csak a transzkripcióban jelölik a ri2 = rí átírást. A magyar transzliteráció Rímus. Sumerogramokkal URU.MU.UŠ, azaz ālu-šumu/ušāru-uššu/šiddu = ri2-mu-uš = rímus, 𒊑𒈬𒍑 A sumer királylista nyolc évnyi uralkodást tulajdonít neki, de csak egyetlen évneve maradt fenn, amelyről nem tudjuk, hányadik uralkodási éve:
mu ud-nunKI/adabKI ḫul-a
„év, (amelyben) Adab megsemmisült.”